# Jacob de Senleches
Jacob de Senleches (* im 14. Jahrhundert; † im 14. oder 15. Jahrhundert) war ein Komponist und Harfenist des späten Mittelalters.

## Leben und Wirken
Über das Leben von Jacob de Senleches gibt es nahezu keine direkten Belege. Sein Name könnte sich beziehen auf den Ort Senleches (oder Salesches) in der Diözese Cambrai.
Mindestens seit 1378 muss Senleches mit dem aragonesischen Thronfolger Johann und dem aragonesischen Hof Verbindung gehabt haben, denn Johann erkundigt sich nach ihm und zwei weiteren Musikern, die nach Brügge gezogen waren, um die "minstrel’s schools", ein Festival, zu besuchen. Es gibt für diese Reise ein königliches Begleitschreiben vom 17. März 1378, ausgestellt an "J(aco)mi de sentluch".
Jacomi ist laut der Handschrift Chantilly, f. 44v, identisch mit "Jacob de Senleches".
Sicher ist ebenfalls, dass Jacomi de Senleches 1378/79 am Königshof in Barcelona wirkte und von dort nach Flandern reiste. Er war hier unter dem Namen "Lo Begue" (der Stotterer) bekannt.
Ursula Günther argumentiert, dass "Jacomi lo Begue" genau jener Senleches ist, der 1379 von Aragon durch Empfehlung des Herzogs von Gerona an den kastilischen Hof vermittelt wurde: Senleches ist in einer Urkunde vom 12. Oktober 1379 erwähnt als "ministrer appellat Begue e son frare".
Am kastilischen Hof, im Dienst König Johanns I. von Kastilien, schrieb Senleches sein berühmtes "Fuions de ci" (Lasst uns fliehen von hier) nach dem Tod seiner jungen Gönnerin, Königin Eleonore von Kastilien, gestorben am 13. September 1382. Senleches kam 1383 wieder zurück nach Aragon, diesmal zu Kardinal Pedro de Luna. Dieser wird Senleches in Kastilien kennengelernt haben. Pedro, der spätere Gegenpapst Benedikt XIII. von Avignon (Amtszeit 1394–1415), war 1380/81 längere Zeit in Kastilien, um für die Anerkennung des Gegenpapstes Clemens VII. zu werben.
1383 ist Senleches in Navarra als Honorarempfänger erwähnt. Im dortigen Archivio General de Navarra gibt es einen Vermerk vom 21. August 1383 des Königs Karl II. (des Bösen), Gönner auch von Guillaume de Machaut: "Carlos II ordena … 100 libras a Jaquemin de Sanleches, juglar de harpa, para regresar a donde se encontraba el cardenal de Aragon, su maestro."
1391, 1392 und 1395 wird am aragonesischen Hof ein "ministrer Sant Luch" erwähnt.
Sicher ist, dass Senleches 1394 nicht in päpstlichen Diensten stand, als Gegenpapst Benedict XIII. sein Amt wieder aufnahm und seine Kapelle neu gründete, der Senleches vorher zeitweise angehört hatte.
Eine weitere Ballade, „En attendant, esperance confort“, zeigt inhaltlich eine große Ähnlichkeit mit zwei weiteren Stücken aus dieser Zeit, die von Philipoctus de Caserta und von Galiot stammen. Letzterer außerhalb des Codex Chantilly (musée condé, Manuscript 1047) nicht verfolgbare Komponist könnte aber auch seinen möglichen Dienstherren Giangaleazzo Visconti meinen. Senleches wurde mit dem neapolitanischen Feldzug von Herzog Ludwig von Anjou in den 1380er Jahren in Zusammenhang gebracht, nachdem diese Kriegshandlung von Gegenpapst Clemens VII. von Avignon und Bernabò von Mailand unterstützt wurde. Hieraus entstand die Vermutung (Y. Plumley), Senleches sei in dieser Zeit in Avignon ansässig gewesen, während andere (Reinhard Strohm) die Annahme abgeleitet haben, diese Werke seien in Mailand entstanden. Ein Bezug von Jacob de Senleches zur Lombardei (Oberitalien) wird gestützt durch sein Bild-Virelais „La harpe de melodie“, welche in Pavia bei Mailand kopiert worden ist, im Herrschaftsgebiet des musikliebenden Giangaleazzo Visconti. Darüber hinaus ist die anhaltende Verbreitung dieses Werks in Norditalien im frühen 15. Jahrhundert durch viele Abschriften belegt.
Über Zeit und Ort seines Ablebens gibt es keine Informationen.

## Bedeutung
Es sind von Jacob de Senleches lediglich sechs Lieder überliefert, dennoch gilt er als zentrale Gestalt der Ars subtilior im ausgehenden 14. Jahrhundert. Der Grund ist sein ausgefeilter rhythmischer Stil, seine notationstechnischen Neuerungen (z. B. Fähnchen an den Notenhälsen zur Darstellung sehr kurzer Notenwerte) und seine künstlerische Selbststilisierung. Bei vier seiner Liedtexte geht es in unterschiedlicher Weise um das Musizieren oder um seine eigene Musikerkarriere. Die Mehrheit seiner Stücke fällt wegen ihrer mäßigen bis gehäuften Verwendung von Synkopen auf, und in der Doppel-Ballade „Je me merveil / Jay plusieurs foys“ beklagt er sich über die amateurhaften Musiker seiner Zeit, die sich mehr aufs „Fälschen“, d. h. mehr auf die Nachahmung von Vorbildern verlegt hätten als eigenständige Musik zu bringen.
Wegen der Zeit seines Wirkens und seiner herausragenden Stellung in dem Stil der Ars subtilior gehört Jacob de Senleches, zusammen mit Johannes Ciconia, Thomas Fabri und anderen, zu den Vorläufern und Wegbereitern der franko-flämischen Musik.

## Werke
- Balladen, dreistimmig
  - „En attendant, Esperance conforte“
  - „Fuions de ci“
  - „Je me merveil / Jay plusieurs foys“ (Doppelballade)
- Virelais, dreistimmig
  - „En ce gracieux tamps“
  - „La harpe de melodie“
  - „Tel me voit“